# Királygébics-alkatúak
A királygébics-alkatúak (Tyranni) a madarak osztályának a verébalakúak (Passeriformes) rendjébe tartozó alrend.

## Elterjedésük
A taxon legtöbb faja dél-amerikai, de néhány csoportjuk Észak-Amerikában és az óvilági trópusokon is megtalálható.

## Megjelenésük
A királygébics-alkatúak kis termetű szárazföldi madarak. Agyuk viszonylag nagy a többi alrend képviselőihez képest.
A hangadásban nagy szerepet játszó alsó gégefő (syrinx) anatómiai felépítése egyszerűbb, mint a verébalkatúak alrend esetében, csak egy-három pár izom mozgatja. Hangadásuk nem annyira a tanult, hanem nagyrészt az örökölt mintázatokon alapszik.

## Rendszertani besorolásuk
A régebbi rendszerbesorolásban volt egy harmadik alrendág is, az Acanthisittides, ide tartozott az álcsuszkafélék (Acanthisittidae) családja. Az újabb kutatások az Acanthisitti alrendbe helyezték őket.
Az alrendbe az alábbi 2 alrendág tartozik:
- Eurylaimides alrendágba 5 család tartozik:
  - bársonypittafélék (Philepittidae)
  - Calyptomenidae
  - pittafélék (Pittidae)
  - ricsókafélék (Eurylaimidae)
  - Sapayoidae

- Tyrannides alrendágba 11 család tartozik:
  - fazekasmadár-félék (Furnariidae)
  - fedettcsőrűfélék (Rhinocryptidae)
  - földihangyászfélék (Formicariidae)
  - hangyászmadárfélék (Thamnophilidae)
  - hangyászpittafélék (Grallariidae)
  - királygébicsfélék (Tyrannidae)
  - kotingafélék (Cotingidae)
  - Melanopareiidae
  - piprafélék (Pipridae)
  - szúnyogevőfélék (Conopophagidae)
  - Tityridae

## Családjaik röviden
A királygébicsfélék (Tyrannidae) egész Amerikában elterjedtek, a Galápagos-szigetek és Falkland-szigeteken is vannak képviselői. Az idetartozó madarak aprók, legfeljebb középnagyságúak, a legnagyobbak is alig rigónagyságúak.
A pittafélék (Pittidae) galambnagyságú, zömök testű, színpompás tollazatú madarak. Csüdjük viszonylag hosszú, farkuk rövid vagy csökevényes, orrlyukakat csupasz bőr félig elfedi, lábuk karcsú, magas csüdű. Trópusi eső- és bambuszerdők aljnövényzetében élnek, a talajszint gerinctelen állataival táplálkoznak. Legtöbb fajuk Délkelet-Ázsiában él.
A ricsókafélék (Eurylaimidae) tömzsi testalkatú madarak, rövid, széles csőrrel, meglehetősen erős lábbal, középhosszú szárnnyal és rövid vagy csak kevéssé hosszú farokkal. Csőrük rövidebb a fejnél, erős és alacsony, tövén nagyon széles, hegyén hirtelen keskenyedő, a felső káva ormán észrevehetően tarajos, hegye horgasan legörbülő. A kávaélek befelé hajlók; a szájhasíték a szem aljáig ér, ezért szájnyílásuk majdnem olyan nagy, mint a kecskefejőé. Élénk színű tollazatuk a hímnél és tojónál meglehetősen egyforma. A ricsókafélék hazája India, a Szunda- és a Fülöp-szigetek.
A kotingafélék (Cotingidae) nagysága a varjú és a királyka közt ingadozik; egyes tagjaik a legpompásabb, mások a legegyszerűbb színezetű madarak. Valamennyien gyümölcsevők, de több faj rovarokkal, puhatestűekkel, gyíkokkal pótolja a növényi táplálékot. Mexikó déli részétől Argentína északi szegélyéig vannak elterjedve.
A piprafélék (Pipridae) vagy más néven manakinok lakóhelye Amerika szárazföldje, Mexikó déli részétől a La Platáig. Kicsi vagy legfeljebb középnagyságú madarak, melyek tollazatában az éjfekete alapszín mellett, élénk kék, piros, sárga vagy fehér színfoltokkal. Tollazatuk meglehetősen rövid, kivált a homloktájékon , de az orrlyukakat elfedi és a csőr töve körül finom sertékbe megy át. Énekük nem kiemelkedő.
A fazekasmadár-félék (Furnariidae) Közép- és Dél-Amerika verébnagyságú, barna színezetű, rovarevő madarai. Fajaik a sivatagokban, hegységekben, erdőkben és tengerpartokon egyaránt megtalálhatóak. Mindig zárt üregben költenek, melyet maguk építenek, vagy faodúkat, földi üregeket foglalnak el.
A hangyászmadárfélék (Thamnophilidae) Közép- és Dél-Amerika erdeiben élő, hangyákkal vagy más rovarokkal táplálkozó madarak. A csoport a hangyászgébics (Thamnophilus) fajról kapta a nevét.
A fedettcsőrűfélék (Rhinocryptidae) vagy tapakulók Dél-Amerika pampáin, a fűben élő rovarevő madarak. Orrnyílásukat mozgatható bőrlebeny fedi. Lábuk hosszú, szárnyuk rövid és lekerekített, méretük az ökörszem és rigó nagyság között változik. Sok fajuk a földbe kapart üregekben költ.

## Galéria

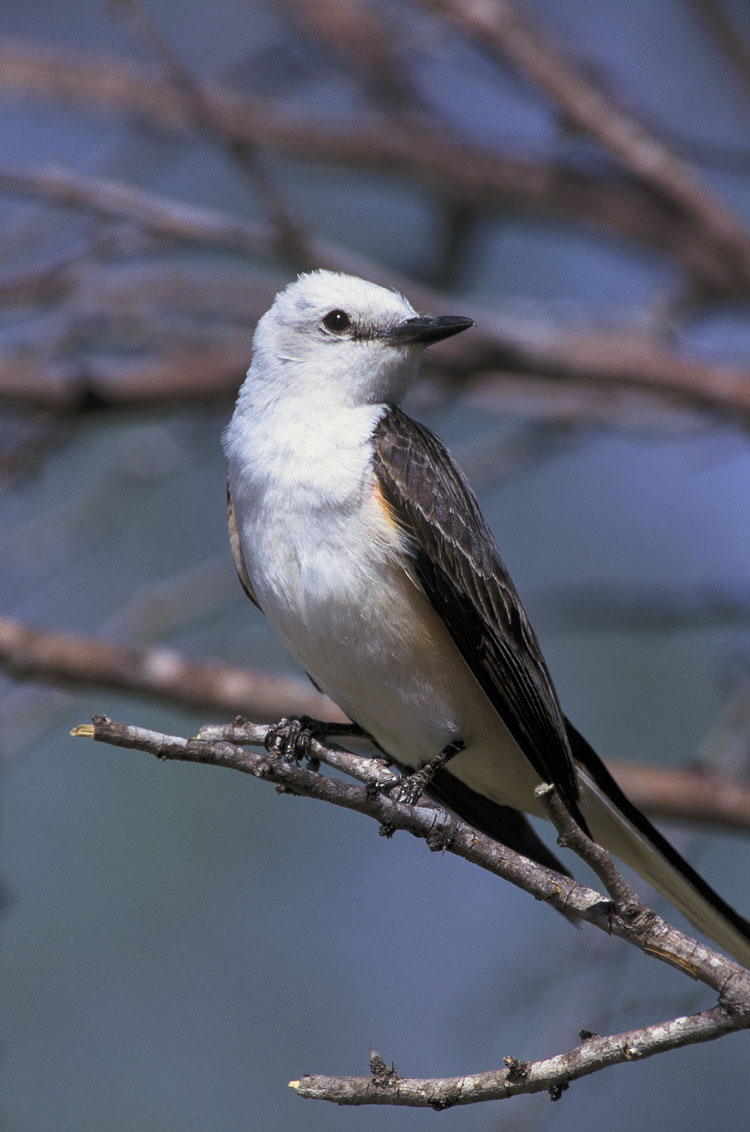
Királygébicsfélék: ollósfarkú tirannusz
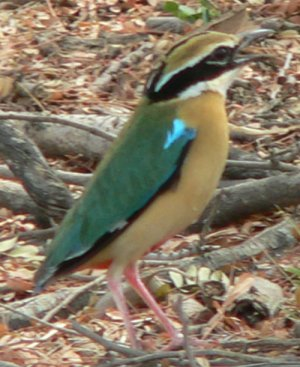
Pittafélék: barnasapkás pitta
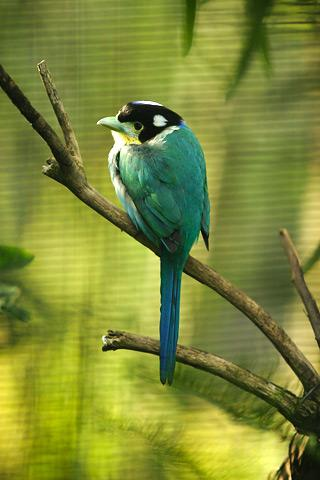
Ricsókafélék: papagájricsóka
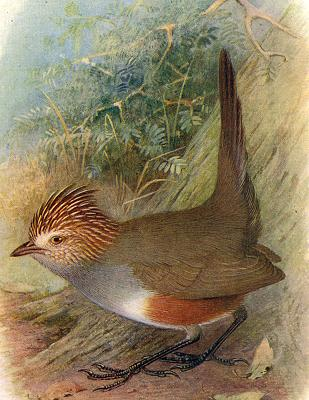
Fedettcsőrűfélék: Rhinocrypta lanceolata
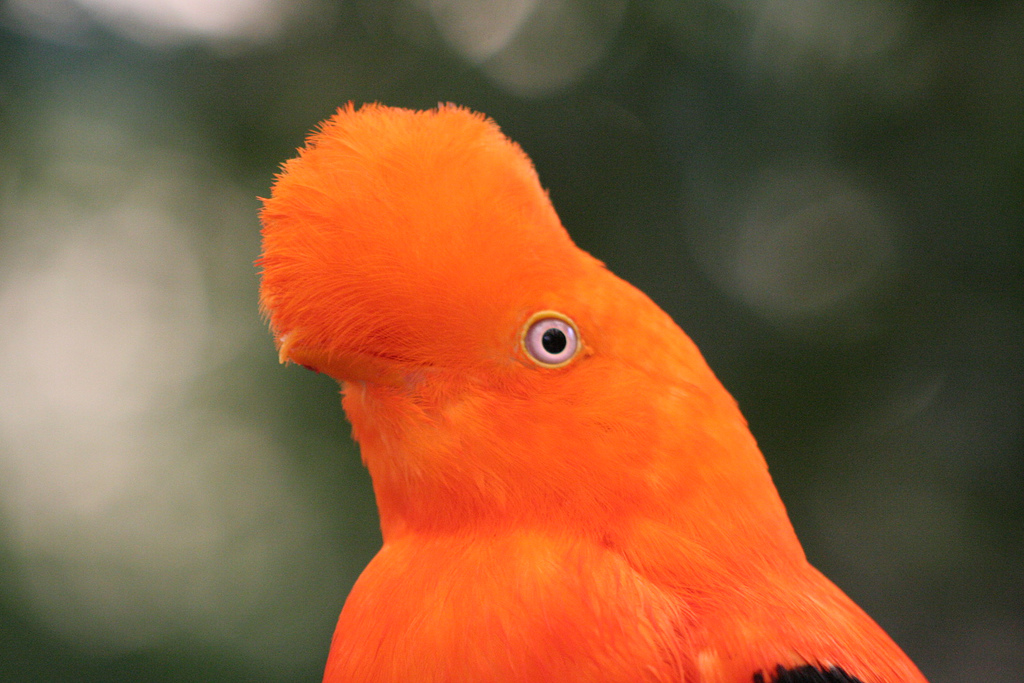
Kotingafélék: vörös szirtimadár
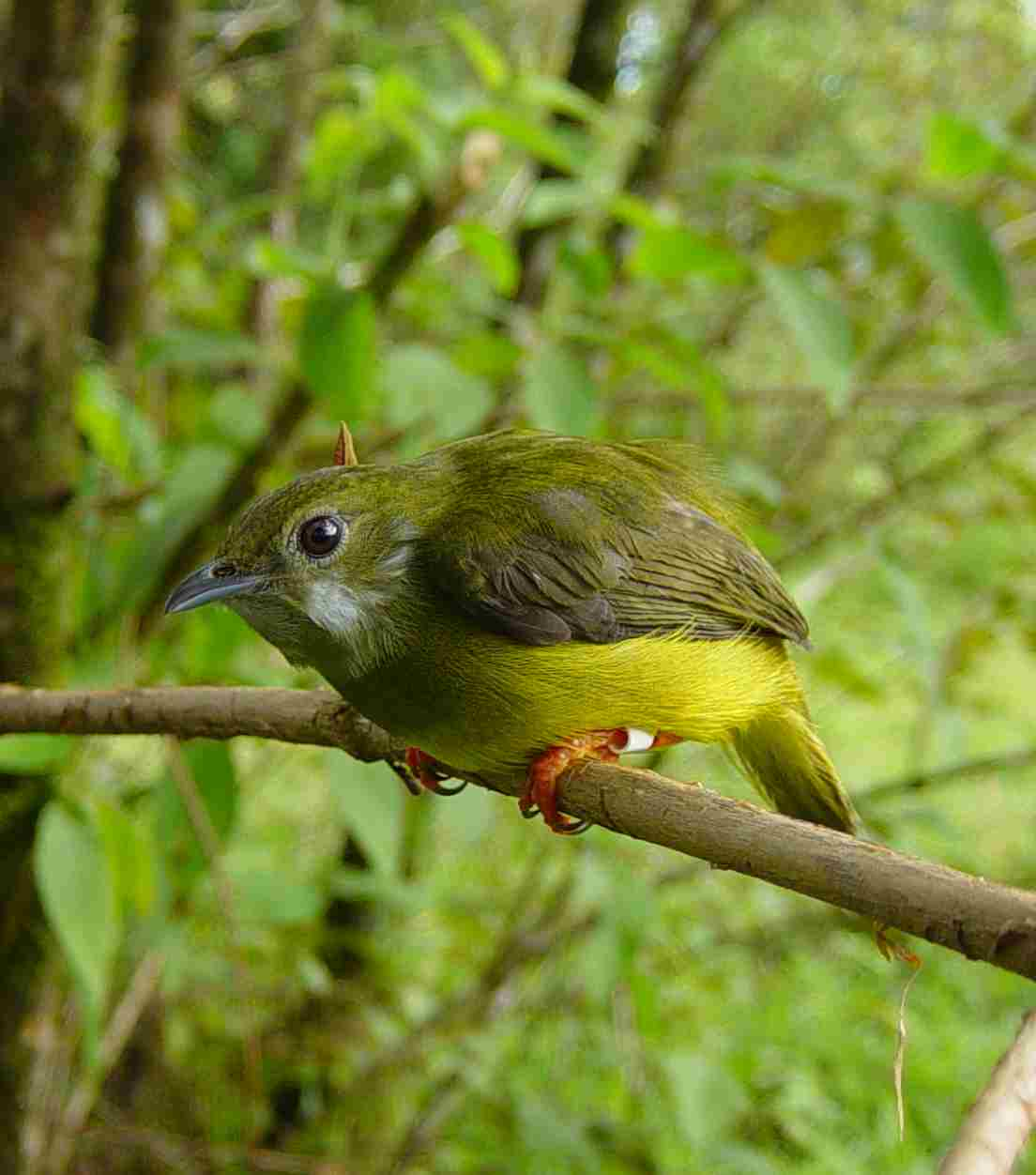
Piprafélék: fehérnyakú barátpipra